# Novo Selo (Surdulica)
Novo Selo (em cirílico: Ново Село) é uma vila da Sérvia localizada no município de Surdulica, pertencente ao distrito de Pčinja. A sua população era de 30 habitantes segundo o censo de 2011.

## Demografia
| 1948 | 1953 | 1961 | 1971 | 1981 | 1991 | 2002 | 2011 |
| ---- | ---- | ---- | ---- | ---- | ---- | ---- | ---- |
| 1159 | 1226 | 1149 | 967  | 397  | 169  | 87   | 30   |